# Videogiochi nel 1996

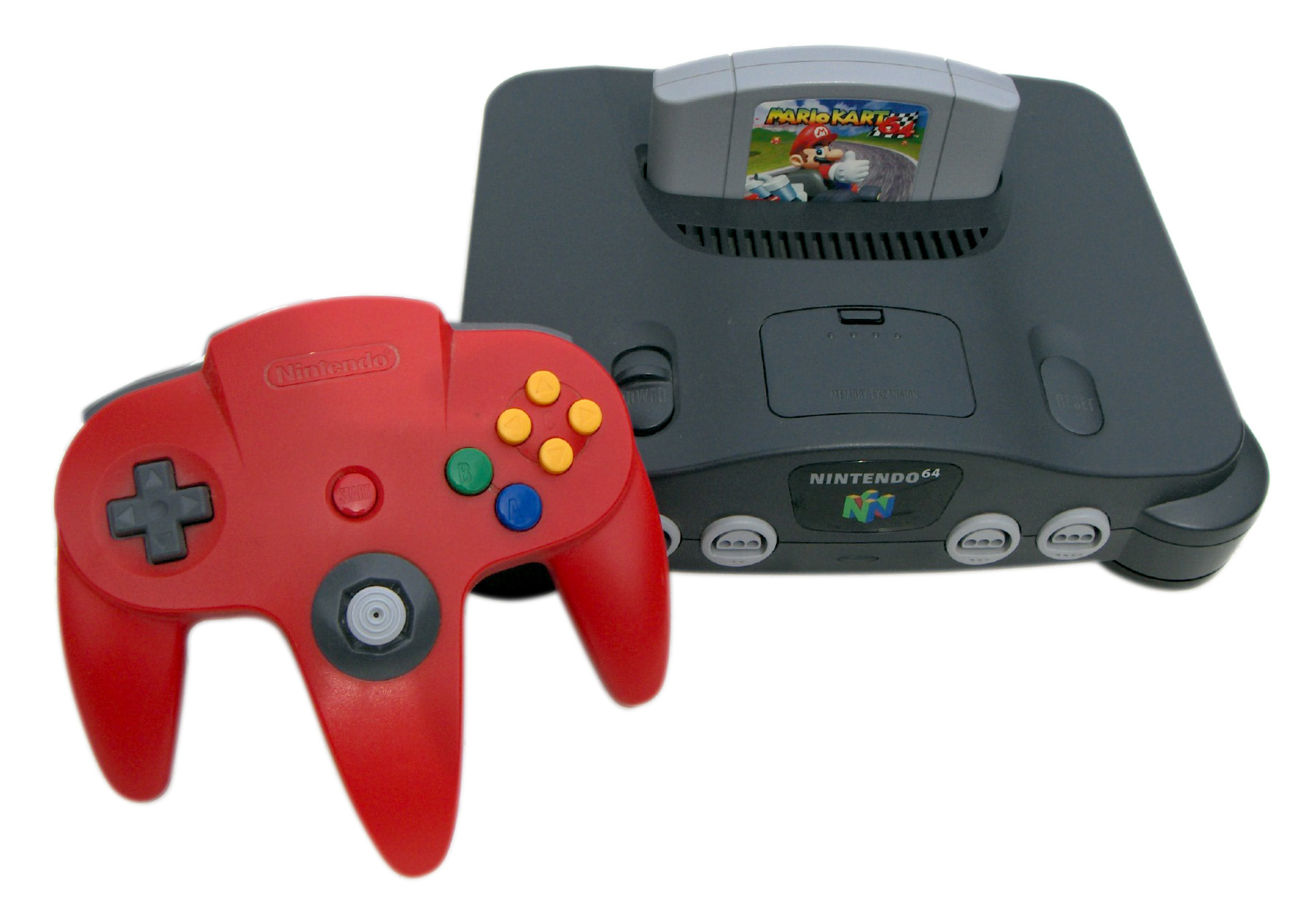
Nintendo 64

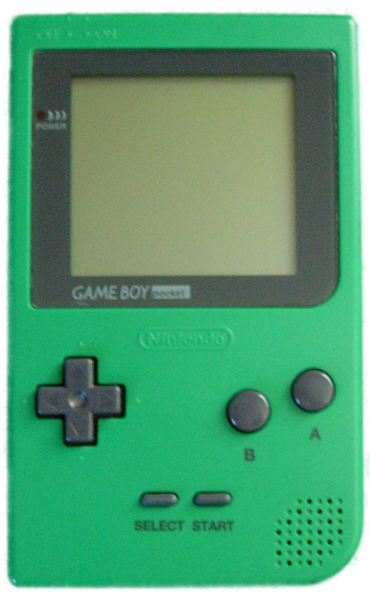
Game Boy Pocket

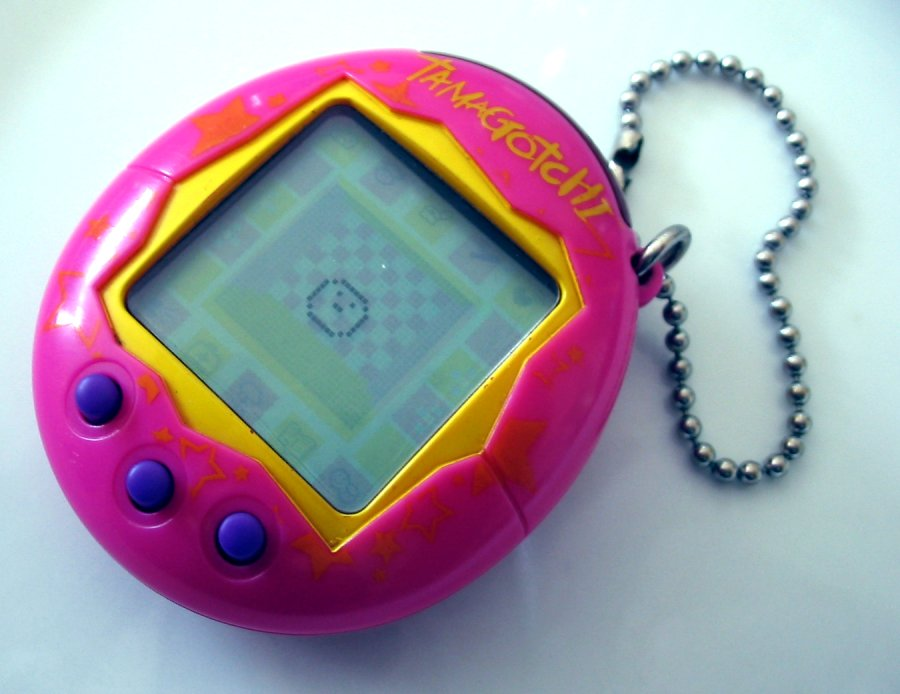
Tamagotchi

Eventi rilevanti avvenuti nell'industria dei videogiochi nel 1996. 
Per un elenco delle voci su giochi usciti nell'anno vedi Categoria:Videogiochi del 1996.

## Eventi

### Aziende
- Sony, in appena un anno e mezzo, raggiunge il vertice della classifica degli editori videoludici con più fatturato annuo, sorpassando la Nintendo che aveva dominato il mercato per un decennio[1].
- febbraio — Blizzard Entertainment acquisisce la Condor Software e la ribattezza Blizzard North[1].
- aprile — Midway Games avvia l'acquisizione di Atari Games, che concluderà in pochi mesi[1].
- giugno — Viene fondata la Firaxis Games[1].
- agosto — Viene fondata la Valve Corporation[1].
- ottobre — Technos Japan Corporation va in bancarotta e viene rilevata a poco prezzo dalla Atlus[1].
- Viene chiusa l'U.S. Gold.
- Viene fondata la Artematica.

### Hardware
- febbraio — Sega lancia la scheda arcade Sega Model 3, allora la più potente mai uscita sul mercato, che darà il meglio di sé con i picchiaduro a incontri[1].
- 23 giugno — Nintendo mette in vendita la console Nintendo 64 in Giappone[1].
- 29 settembre — Nintendo mette in vendita la console Nintendo 64 nel Nord America[1].
- Ottobre — Viene ritirata ufficialmente dal mercato la console 3DO, seguita da Atari Jaguar e Virtual Boy[1].
- Novembre — Bandai presenta la console Tamagotchi, che lancerà una nuova mania[1].
- La PlayStation conquista agevolmente la posizione di console fissa più diffusa, ai danni di Sega e Nintendo, con un vantaggio che appare quasi incolmabile[1].
- Nintendo mette in vendita la console portatile Game Boy Pocket, versione del 30% più piccola del Game Boy (che è ancora la piattaforma più diffusa[1]).
- Bandai mette in commercio la console Apple Pippin nel Nord America.

### Giochi
- L'anno viene spesso ricordato come uno dei più importanti nell'industria videoludica moderna, grazie a una non comune concentrazione di lanci di nuove grandi saghe e altri capolavori[1].
- 27 febbraio — Nintendo pubblica Pokémon Rosso e Pokémon Blu, i primi due titoli della serie Pokémon.
- 24 maggio — Nazca Corporation presenta Metal Slug, primo capitolo della serie Metal Slug, che diventerà un capolavoro degli sparatutto a scorrimento orizzontale arcade[1].
- 9 agosto - Natsume presenta Harvest Moon, primo videogioco dell' omonima serie.
- 31 agosto — Naughty Dog sviluppa Crash Bandicoot, un inatteso successo, il primo videogioco della serie Crash Bandicoot[1].
- 15 novembre — Core Design pubblica Tomb Raider, primo episodio della serie Tomb Raider. Contribuì all'enorme successo della PlayStation, scelta come piattaforma di riferimento[1].
- Capcom presenta Resident Evil, primo capitolo della serie Resident Evil. Contribuì all'enorme successo della PlayStation, scelta come piattaforma di riferimento[1].
- novembre — Blizzard Entertainment sviluppa Diablo, il primo episodio della serie Diablo[1].
- id Software pubblica Quake, capostipite della serie di sparatutto in prima persona Quake[1].
- Gli sparatutto con pistola ottica continuano un periodo di successo iniziato da un paio d'anni; escono Virtua Cop 2, Time Crisis e The House of the Dead sulle potenti macchine arcade Sega[1].
- Esce Duke Nukem 3D, un rapido successo[1].
- Esce Blood Omen: Legacy of Kain, primo titolo della serie Legacy of Kain[1].
- Esce in Giappone il capolavoro Super Mario 64[1].
- Esce il pregevole Civilization II[1].
- Esce il pregevole The Elder Scrolls II: Daggerfall[1].
- Esce il notevole Nights into Dreams... sulla poco fortunata Sega Saturn[1].
- BioWare sviluppa Baldur's Gate, il primo capitolo della serie di Baldur's Gate.
- Tecmo pubblica Dead or Alive, il primo gioco della serie Dead or Alive.
- Revolution Software sviluppa l'avventura grafica Broken Sword: Il segreto dei Templari, primo titolo della serie di Broken Sword.

### Classifiche
- I titoli più venduti sono, in ordine decrescente, Tomb Raider, Resident Evil, Crash Bandicoot, Super Mario 64, Wipeout 2097, Quake, Tekken 2, Diablo, FIFA 97, Duke Nukem 3D[1].
- I maggiori successi in sala giochi sono Time Crisis, Virtua Fighter 3, Metal Slug, The House of the Dead, Street Fighter Alpha 2, Virtua Cop 2, Dungeons & Dragons: Shadow over Mystara, The King of Fighters '96, Cruis'n World, Samurai Shodown IV[1].
- I sistemi più diffusi sono Game Boy, PlayStation, PC, Super Nintendo, Amiga 500, Sega Mega Drive, Game Gear, Nintendo 64, Sega Saturn, Neo Geo CD[1].
- Gli editori con più fatturato sono Sony, Nintendo, Capcom, Eidos Interactive, Midway Games, Sega, Namco, Konami, SNK, Psygnosis[1].